# 보닛 (자동차)

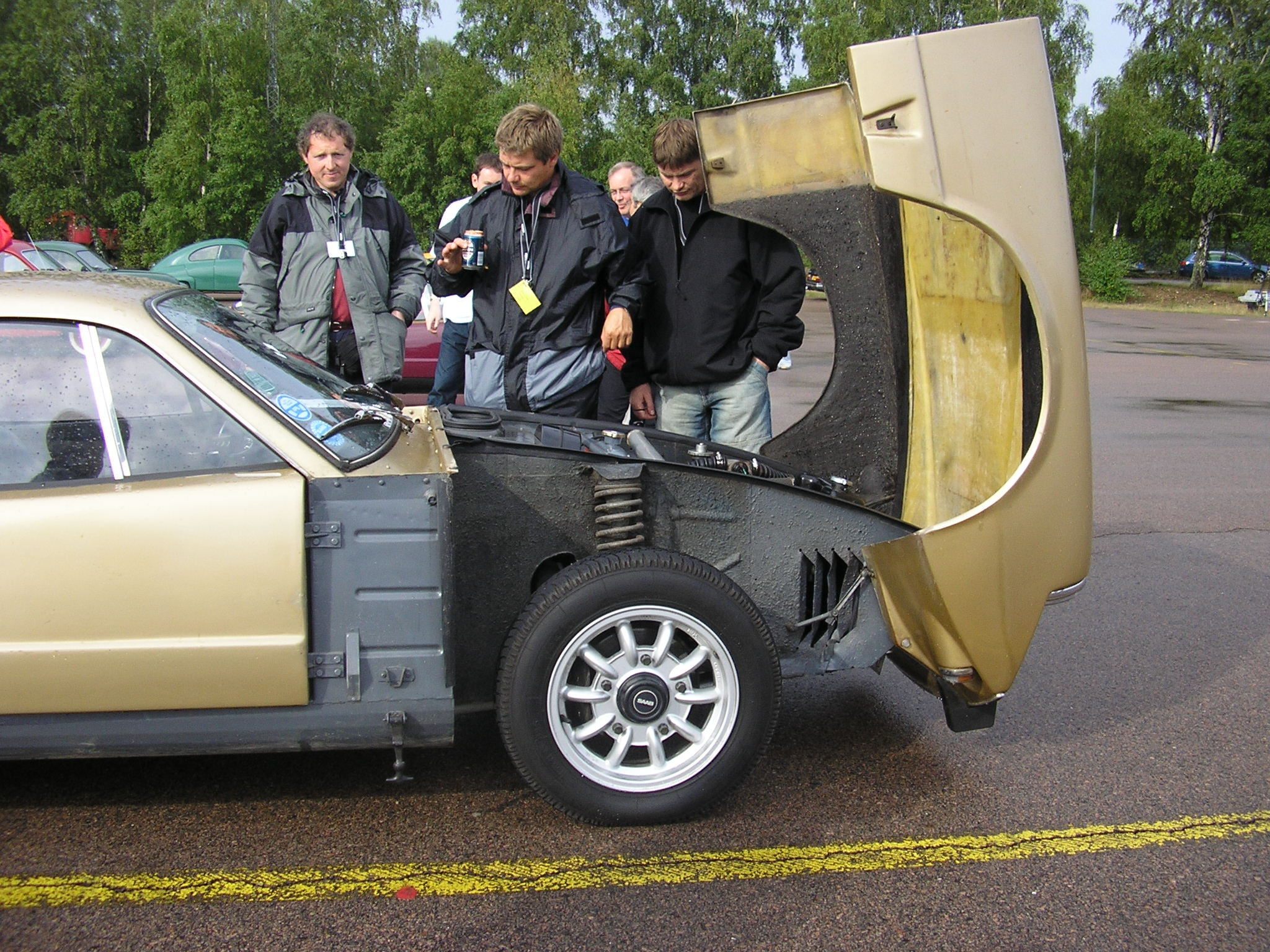
플립프런트는 엔진 베이에 쉽게 접근할 수 있도록 해준다(사브 소네트(Saab Sonett))

보닛(bonnet, 영연방 영어) 또는 후드(hood, 미국 영어)는 자동차 엔진을 덮는 경첩이 달린 덮개이다. 후드는 엔진실(또는 후륜 엔진 차량 및 일부 미드십 엔진 차량의 트렁크(trunk. 영연방 영어로는 부트(boot))에 접근하여 유지관리 및 수리를 할 수 있도록 열 수 있다.
예전에는 일본식 표기(ボンネット)를 따라 '본네트'라고 불렀다.

## 특징
후드에는 후드 장식(hood ornament), 후드 스쿱(hood scoop), 그리고/또는 와이퍼 제트가 포함될 수 있다. 후드의 일부는 동력 돌출부(power bulge) 형태로 돌출되어 대형 엔진이나 공기 필터를 장착할 수 있다.

## 같이 보기
- 보닛